# Rue Joseph-de-Maistre
La rue Joseph-de-Maistre est une rue du 18e arrondissement de Paris.

## Situation et accès
La rue Joseph-de-Maistre est une voie publique située dans le 18e arrondissement de Paris. Elle commence place Anne-Marie-Carrière et se termine 217 rue Championnet. Sa longueur est de 944 mètres, et sa largeur est de 11 mètres. La rue traverse la place Jacques-Froment, la rue Marcadet et la rue Carpeaux.

## Origine du nom

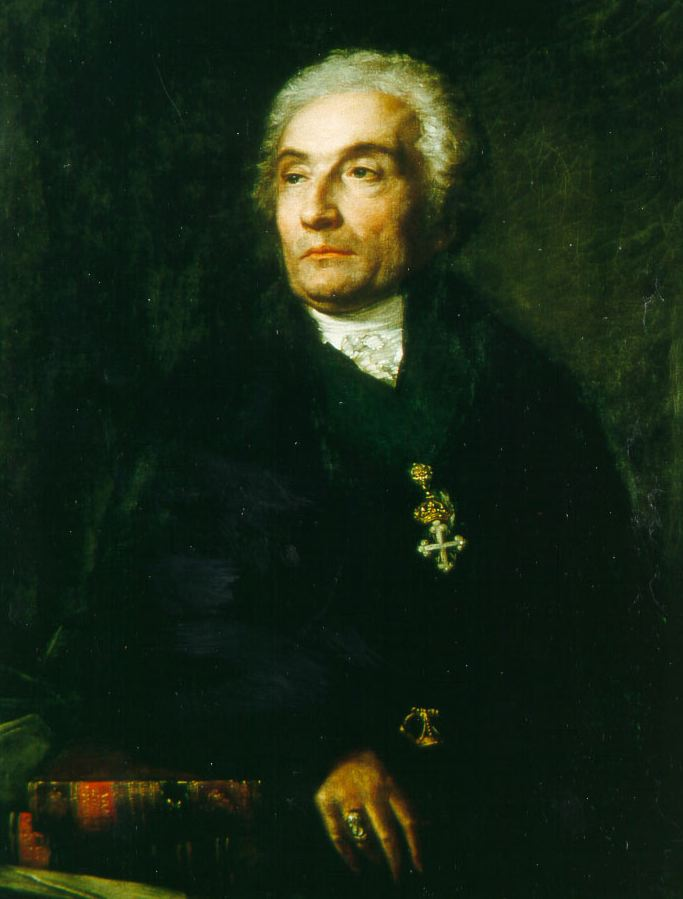
Joseph de Maistre.

La rue porte le nom du comte Joseph Marie de Maistre (1753-1821), homme politique, écrivain et philosophe savoisien.

## Historique
Cette rue a été créée en trois phases :
- La partie située entre les rues Lepic et Étex était à l'origine une voie de l'ancienne commune de Montmartre, dénommée rue des Dames. Elle figure à l'état de chemin sur le plan de Jouvin de Rochefort de 1672 et sur le plan de Roussel de 1730.
- La partie située entre les rues Étex et Marcadet est ouverte par un décret du 5 juillet 1893

## Bâtiments remarquables et lieux de mémoire

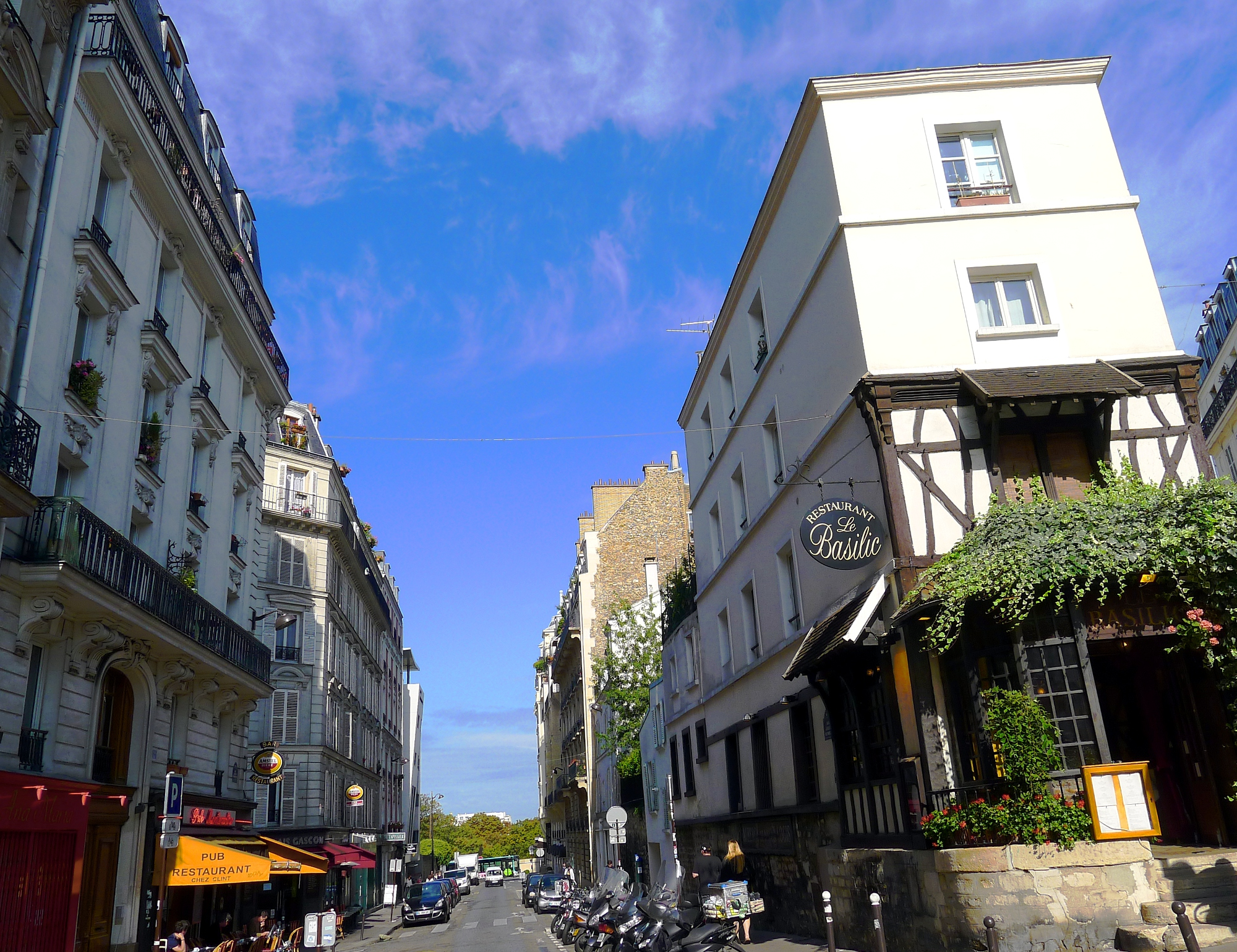
Début de la rue Joseph-de-Maistre, côté rue Lepic.

- La photographe Germaine Krull (1897-1985) eut son studio dans cette rue au début des années 1930[1].

- No 11 : le résistant FTP Mohamed Lakhdar-Toumi y vécut[2].
- Aux nos 15-17, Jo Attia, figure controversée du banditisme parisien, y tenait le bar « Gavroche »[3]. Un double crime y est perpétré le 5 novembre 1969, par un petit voyou nommé Christian Jubin, qui tue la barmaid et son ami.
- Dans un ancien atelier du no 8 vécut le poète d'origine roumaine Ghérasim Luca, de 1955 à 1990, au troisième étage, sous les toits.
- Nos 12-14 : Terrass' Hôtel, fondé en 1911 par Edmond Hurand, propriétaire de l'Élysée Montmartre, sur un terrain acheté deux ans plus tôt. S'il visait initialement une population d'ouvriers, l'hôtel accueille dans son bar des personnalités comme André Breton, Colette, Michel Simon ou encore Pierre Brasseur. Jean Genet y vécut chichement dans l'entre-deux-guerres[4].
- No 17 bis : bureaux, réalisés en 1991 par l'architecte Didier Maufras.
- No 21 : logements sociaux, construits en 1999 par les architectes François Gruson et A. Hachemi Yazdi et gérés par l’OPH Paris Habitat.
- No 23 et nos 4-6, rue Carpeaux : hôpital Bretonneau, construit par Paul Héneux, ouvert le 1er mars 1901. C'est d'abord un hôpital pédiatrique jusqu'à son transfert à l'hôpital Robert-Debré. Fermé en 1988, il devient l'« Hôpital Éphémère » de 1990 à 1997, centre artistique pluridisciplinaire. Une partie des bâtiments sont détruits pour permettre la construction du nouvel hôpital gériatrique Bretonneau conçu par le cabinet Valode et Pistre, ouvert au printemps 2001. Les bâtiments le long de la rue Carpeaux datent de 1901.
- No 27 : école primaire Joseph-de-Maistre.
- Du côté des numéros impairs, entre le carrefour avec les rues Caulaincourt et Damrémont d'une part, et le carrefour avec la rue de la Barrière-Blanche d'autre part, la rue longe le mur d'enceinte du cimetière de Montmartre.
- No 74 : immeuble d'activités Dupon, construit en 1900. Son activité industrielle a conduit l'architecte, inconnu, à concevoir un bâtiment exempt de toute recherche dans sa représentation. Tout le dispositif constructif est visible, avec une ossature poteau-poutre-dalle en béton armé.
- No 76 : crèche collective Joseph-de-Maistre, modifiée en 2005-2007 dans un bâtiment existant par les architectes de RH+, Alix Héaume et Adrien Robain. Ils l'agrandissent en lui ajoutant un étage supplémentaire construit avec un revêtement bleu avec des motifs de feuilles.